# イタリア国鉄ALn442-448気動車

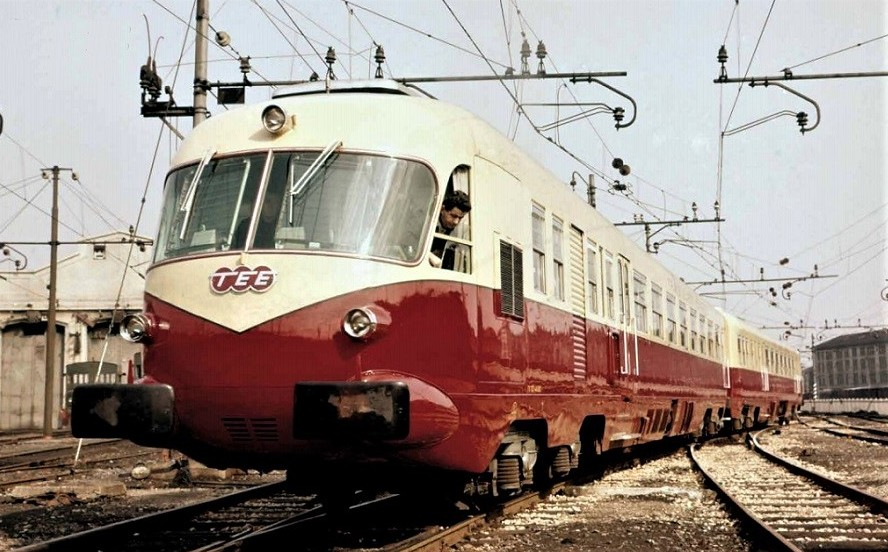
TEEで運行されているALn448.203号機とALn442.203号機の編成、ミラノ・チェルトーザ駅、1957年

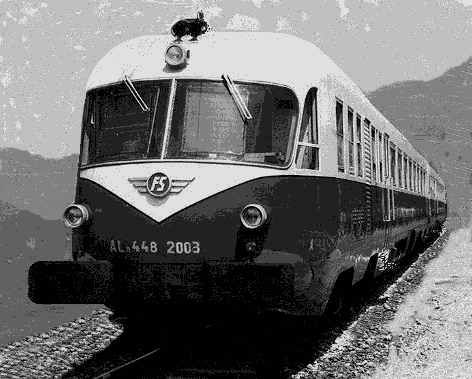
ALn448.2003号車、TEEの運用を外れ、正面の”TEE"のエンブレムがイタリア国鉄の”FS"のものに交換されている

イタリア国鉄ALn442-448気動車（イタリアこくてつALn442-448きどうしゃ）はイタリアのイタリア国鉄（Ferrovie dello Stato Italiane（FS））が保有し、TEEなどで運行されていた、ALn442とALn448からなる2両固定編成の国際列車用気動車である。なお、本項ではALn442およびALn448の中間車として製造されたLn60および、ALn442を改造したALn460についても記述する。

## 概要
西ヨーロッパにおける全一等車による国際列車であるTEEは、1957年の運行当初、オーストリア、ベルギー、西ドイツ、フランス、イタリア、ルクセンブルク、オランダ、スイスの8カ国の各国鉄が運行に参加し、12往復の列車がいずれも気動車で運行されることとなった。これは各国それぞれに電化方式が異なるヨーロッパの鉄道において、国境駅での機関車の付替えの省略と出入国管理等の列車内での実施による所要時間の短縮を図るためであり、各国は以下の通りの機材を用意した（オーストリア、ベルギー、ルクセンブルク各国鉄は運行のみを担当）。
- 西ドイツ国鉄：VT11.5型（後のVT601型）
- フランス国鉄：X2770形
- スイス国鉄とオランダ国鉄：RAm TEEI形（スイス国鉄形式）、DE-IV形（オランダ国鉄形式）、両国の共同開発
- イタリア国鉄：ALn 442およびALn448（本項で記述）

これらは、いずれもTEE列車にふさわしい接客設備を有することとし、TEE発足当初に設定された以下の設計要件が設定されていた。しかし、実際には当時の欧州各国の国力や経済状況を反映し、第二次世界大戦の戦災からの鉄道網の復興途上であったイタリアおよびフランスの機材と、国を代表する国際列車として製造されたその他の国の機材とでは編成の両数や空調装置の有無など仕様に差異があるものとなっていた。
- 最高速度を140km/hとし、平坦線を120-130km/hで、16パーミル上り勾配を70kmhで運転可能。
- 客席は一等車のみで編成定員80名以上とし、座席は最大で横3列（コンパートメント席では1室6名、開放客室では通路を挟み2列+1列）、シートピッチは対向配置で1950mm、片方向配置で950-1000mm。
- 食堂車もしくは客席へのケータリングにより食事を提供する。
- 車体外部の塗装はベージュと濃赤色とし、前頭部に "TEE" のエンブレムを設置する。

一方、イタリア国内では、1930年代以降、リットリナと呼ばれる、1基もしくは2基のエンジンを搭載した機械式の軽量気動車が各地で導入されており、省力化や高速化、サービス向上などが図られていた。基本的には機械式気動車であるリットリナは、最初の機体である1932年製のALb48およびALb64でも車体の片側台車に装架した主機を運転士が前後どちらの運転台からも操作可能なものであり、その後1933年製のALn56では前後の台車に装架した2基の主機の総括制御が、1936年製のALn556では2両編成以上の総括制御が可能となっていた。また、優等列車用としては3車体連接で2+1列の3人掛け固定式クロスシートの1等室/2等室と、厨房・配膳室、荷物室を装備するATR100や、2車体連接でベッドルーム/シャワールーム付の個室と、ラウンジ、厨房・配膳室を装備するATS1も運行されていた。その後、1930年代にはDF1.15液体変速機を搭載する液体式気動車であるALn772が導入される一方、機械式気動車も並行して導入されており、1950年には遠隔操作5段変速の変速機と流体継手を組合わせた機械式気動車のALn880（Breda製）やALn990.1000（FIAT製、OM製のALn990.3000は液体式）が製造されていた。
こういった状況の中導入されたALn442およびALn448はTEE向けとして導入された2両固定編成の気動車であり、1957年7-10月にALn442.201-207号車およびALn448.201-207号車の計14両が、1958年6月にALn442.208-209号車およびALn448.208-209号車の計4両の合計18両がBredaで製造されているほか、平坦線での3両編成化用に付随車であるLn60.201-204号車の計4両が1958年に同じくBredaで製造されている。本形式は前述の同じBreda製のALn880をベースに、主機の改良による出力増強と最高速度の向上などを図ったものとし、車体はTEEに必要となる接客装備の装備と前頭部などのデザインの変更などを図ったものとなっている。なお、形式名の"A"は動力車両、"L"は軽量、"n"はディーゼル燃料を表し、"442"、"448"、"60"の10位と1位の"42"、"48"、"60"は座席数を、100位の"4"は総括制御が可能であることを表すため10位の数字"4"を繰返したもの、機番の百位の"2"はBreda製を、十位と一位は製造順を表している。また、TEEで運行されていた際の現車の車体表記は"TEE 422 20X"もしくは"TEE 448 20X"であったほか、通常運行されていたALn442とALn448の2両編成の状態ではALn442-448と通称されている。
本形式は製造・試運転の遅れにより1957年6月2日のTEEの運行開始には間に合わなかったものの、同年8月および10月よりTEEのメディオラヌム、リーグレで運行を開始し、翌1958年には同じくTEEのレマノで、1960年からはモン・スニでの運行が開始され、並行して国内の列車にも使用されていた。しかし、当初気動車列車により運行を開始し、1961年にはスイス国鉄のRAe TEEII形電車による運行も加わったTEEであるが、固定編成の列車では利用客の増減に対して列車の編成両数を柔軟に変更することが難しかったため、1963年以降伝統的な電気機関車の牽引によるTEEの運行が開始されている。特に編成が2両と短かったことと、冷房装置を搭載しない本形式によるTEEは1969-72年に西ドイツのVT601形やイタリア国鉄などのTEE用客車による客車列車に置換えられ、その後は国内列車で運用されることとなった。なお、これに伴い、1974-79年にALn442に対してキッチン等の供食設備を撤去して客室とする改造が実施されてALn460に形式変更されており、引続きALn448との固定編成で使用されている。
各機体の形式機番と製造年、製造所、その後の経歴は以下の通りである。
| 形式   | 製造時機番 | 製造年 | 製造所 | 記事                     | 改番後機番 （1972年） | 改造後形式 | 改造後機番 | 改造年 | 廃車年     |
| ------ | ---------- | ------ | ------ | ------------------------ | --------------------- | ---------- | ---------- | ------ | ---------- |
| ALn442 | 201        | 1957年 | Breda  |                          | 2001                  | ALn460     | 2001       | 1979年 | 1983年以降 |
| ALn442 | 202        | 1957年 | Breda  | 1969年の事故により廃車   | -                     | ALn460     | -          | -      | 1969年     |
| ALn442 | 203        | 1957年 | Breda  |                          | 2003                  | ALn460     | 2003       | 1974年 | 1983年以降 |
| ALn442 | 204        | 1957年 | Breda  |                          | 2004                  | ALn460     | 2004       | 1978年 | 1983年以降 |
| ALn442 | 205        | 1957年 | Breda  |                          | 2005                  | ALn460     | 2005       | 1977年 | 1983年以降 |
| ALn442 | 206        | 1957年 | Breda  |                          | 2006                  | ALn460     | 2006       | 1974年 | 1983年以降 |
| ALn442 | 207        | 1957年 | Breda  |                          | 2007                  | ALn460     | 2007       | 1979年 | 1983年以降 |
| ALn442 | 208        | 1958年 | Breda  |                          | 2008                  | ALn460     | 2008       | 1975年 | 1983年以降 |
| ALn442 | 209        | 1958年 | Breda  | 1971年にALn442.202に改番 | 2002                  | ALn460     | -          | -      | 1983年以降 |
| ALn448 | 201        | 1957年 | Breda  |                          | 2001                  | -          | -          | -      | 1983年以降 |
| ALn448 | 202        | 1957年 | Breda  |                          | 2002                  | -          | -          | -      | 1983年以降 |
| ALn448 | 203        | 1957年 | Breda  |                          | 2003                  | -          | -          | -      | 1983年以降 |
| ALn448 | 204        | 1957年 | Breda  |                          | 2004                  | -          | -          | -      | 1983年以降 |
| ALn448 | 205        | 1957年 | Breda  |                          | 2005                  | -          | -          | -      | 1983年以降 |
| ALn448 | 206        | 1957年 | Breda  |                          | 2006                  | -          | -          | -      | 1983年以降 |
| ALn448 | 207        | 1957年 | Breda  | 1971年の事故により廃車   | -                     | -          | -          | -      | 1971年     |
| ALn448 | 208        | 1958年 | Breda  |                          | 2008                  | -          | -          | -      | 1983年以降 |
| ALn448 | 209        | 1958年 | Breda  | 1971年にALn448.207に改番 | 2007                  | -          | -          | -      | 1983年以降 |
| Ln60   | 201        | 1958年 | Breda  |                          | -                     | Ln602      | 201        | 1964年 | 1999年     |
| Ln60   | 202        | 1958年 | Breda  |                          | -                     | Ln602      | 202        | 1965年 | 1999年     |
| Ln60   | 203        | 1958年 | Breda  |                          | -                     | Ln602      | 203        | 1968年 | 1999年     |
| Ln60   | 204        | 1958年 | Breda  |                          | -                     | Ln602      | 204        | 1970年 | 1999年     |

## 仕様

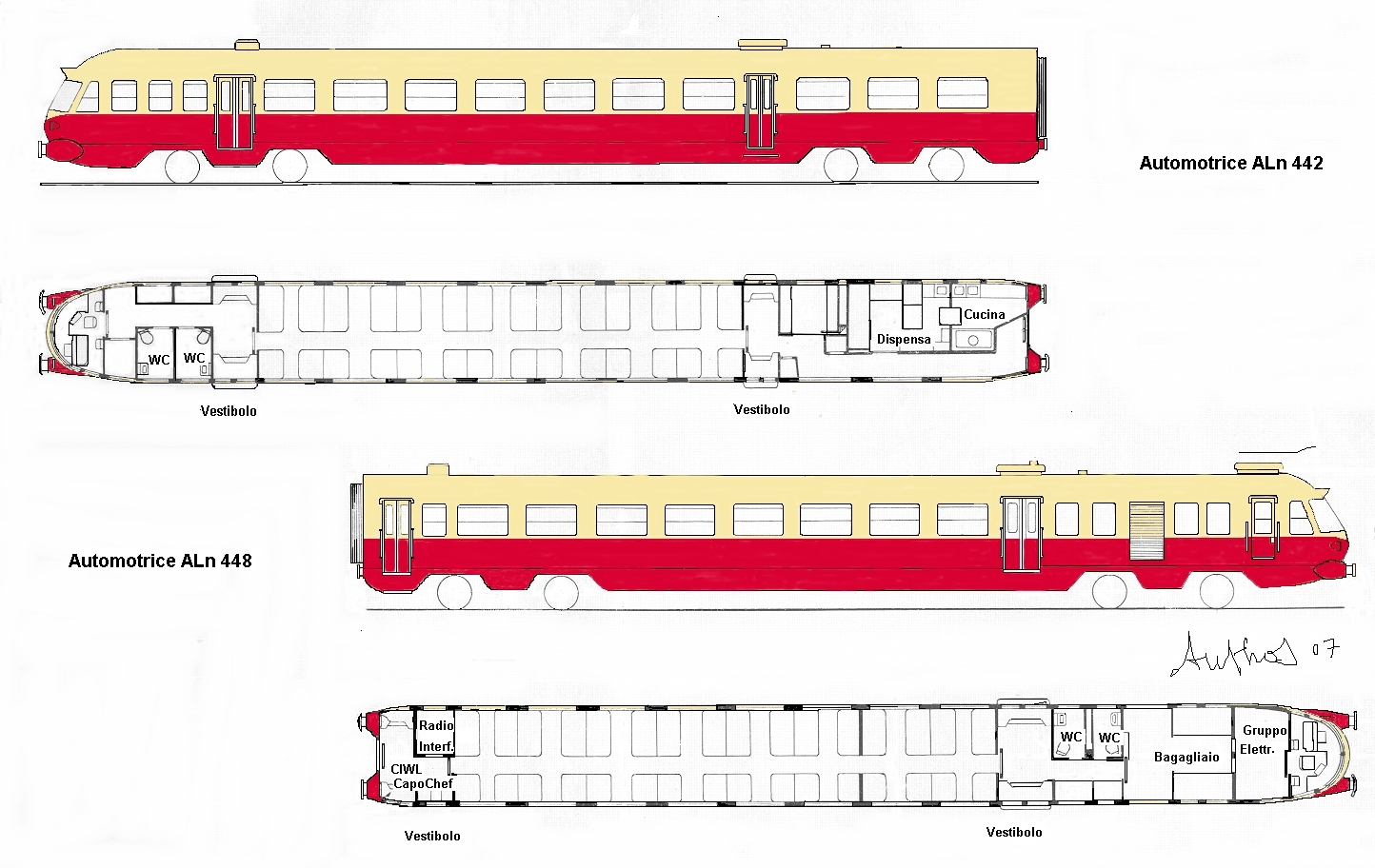
ALn442およびALn448の形式図

### 車体
- ALn442は1等客室のほか厨房・配膳室とトイレ、運転室、車掌室、事務室を備えており、編成を組むALn448は同じく1等客室のほか、トイレ、運転室、荷物室、発電機室を備えていた。車体の基本構造はベースとなったALn880の設計を採り入れた計量構造となっているが、車体長が27750mmと長くなっていることが特徴となっている。
- 編成両先頭部はリットリナ以降のイタリア気動車の流れを汲む丸みを帯びた流線型のものとなっており、正面窓は曲面ガラスで連窓風の2枚窓＋側面の三角窓の組合せで、正面窓下部左右に小型の丸型前照灯兼標識灯を、正面上部中央に小型の丸型前照灯を配置しており、正面中央にはTEEのシンボルマークの銘板が設置されている。連結器は台枠端梁取付のねじ式連結器で緩衝器が左右、フック・リングが中央にあるタイプで、編成先頭部のものは通常はフックを装備せず、連結時にのみ取付けるものとなっているほか、2編成での重連総括制御機能を持たないため、電気連結器も装備されていない。
- 乗降扉は2枚外開戸を片側2箇所設置しており、編成端側のものと連結面側のものでは扉幅が異なり、乗降デッキ幅もそれぞれ1200mm、900mmとなっている。また、乗降口には2段のステップが設置されるほか、編成端側の乗降扉横には大型の行先表示板差しが設置されており、列車名、始発駅、主要停車駅、終着駅、号車番号を表示していた。また、側面窓は大型でアルミ枠の二段窓で横引式のカーテン付のものが座席各ボックス毎に1箇所ずつ設置されている。
- 車体塗装はTEEの指定塗色での塗装となっており、車体下半部を濃赤色（RAL 3004、色名：Purple red）、上半部をベージュ（RAL 1001、色名：Beige）、屋根をグレー（RAL 7016、色名：Anthracite grey）として、床下および床下機器をダークグレー、屋根上機器、乗降扉を銀色としている。このほか、マーク類は両先頭車の先頭部に鋳造品のTEEロゴのエンブレムを設置し、側面窓上に「TRANS EUROP EXPRESS」のロゴが入っている。
- 室内はAln442が前頭部側から長さ1600mmの運転室、854mmの車掌室、1000mmのトイレ2箇所、1200mmの乗降デッキ、13650mmで定員42名の1等室、900mmの乗降デッキ、1660mmの事務室、5000mmの厨房・配膳室の配置となっており、ALn448は乗降デッキと機器室、15600mmで定員48名の1等室、1200mmの乗降デッキ、1000mmのトイレ2箇所、荷物室、発電機室、1600mmの運転室の配置となっている。このうち、事務室は走行中に国境を超える手続きを車内で行う係員のための控室であり、厨房には電気式の各種調理器具が設置されて、食事は1930年代のイタリア国内の優等列車に使用されたETR200電車やATR100気動車と同様に編成内の厨房・配膳室から各座席のテーブルにケータリングされる方式となっている。また、荷物室両側面にはシャッター式の扉が設置されている。
- 座席は2+1列の3人掛け、シートピッチ1900mmの固定式クロスシートで、濃青色のモケットで大型ヘッドレスト付のものを各窓毎に1ボックスずつの配列となっており、食事の際には白色のテーブルクロスを使用したテーブルが設置されているほか、通路幅は550mmとなっている。このほか、室内灯は天井中央部に2列の白色カバー内に蛍光灯が設置され、天井はクリーム色、弧天井および側面壁は白、妻面壁は明るい茶色の木目調の化粧板貼り、乗降デッキとの仕切扉は丸窓付きで濃青色の引戸であり、床は濃赤色のカーペット貼りとなっている。
- 運転室はほぼ中央に運転士席が、その左右に助士席が設置されており、運転台はデスクタイプで、運転席には4段のマスターコントローラーハンドル、5段の変速レバー、逆転機レバー、自動ブレーキ弁、併結運転時の連絡用電話等が設置されている。

### 走行装置
- 主機はイソッタ・フラスキーニ[10]製で水平対向12気筒のD19/SB19Pを各車1基ずつ搭載している。この機関は同社が1955-1990年に生産していたD19シリーズの1機種で、ALn880が搭載していたイタリア気動車用としては初のターボチャージャー付ディーゼルエンジンであるD19/SA19Pの排気量を32630cm3から35670 cm3に増大させ、定格出力を315kW/1500rpmから360kW/1500rpmに増強したものであるが、本形式での使用実績を鑑み、後に定格出力を340kWに抑制している。  また、ボア145mm×ストローク180mm、圧縮比15.3で、ターボチャージャーはスイスのBBC[11]製のものを各バンク1基ずつ計2基搭載していた。
- GR70流体継手は、変速等による駆動トルクの変動や振動を吸収するために主機と変速機との間のに設置されており、その役割から流体フライホイールとも呼ばれていた。変速機は欧州では1930-50年代頃に多用されていた、常時噛合せ式の歯車をクラッチで切換える方式のもので、本形式のものは遊星歯車を使用したウィルソン式のものである。本機の変速機は同一線上に配置された入力軸および出力軸と、これと平行に配置された中間軸を2軸を持ち、入力軸 - 中間軸、中間軸 - 出力軸間に2組ずつ計4組の歯車とクラッチ、入力軸 - 出力軸間の直結のクラッチで構成されており、運転台からの電気指令で動作する電磁弁の動作によって変速装置を制御する。また、逆転機は同じく運転台からの電気指令によって同じく前進、後進いずれかの電磁弁を動作させて逆転機を動作させるものとなっている。
- 台車は鋼板溶接組立式台車で動台車、従台車ともに基本的な構造は同一となっており、車輪径は動輪、従輪ともに910mmで、軸距を3000ｍｍとして走行安定性を確保しており、軸箱支持方式は軸箱守式、軸ばね、枕ばねともにゴム被覆付のコイルばねであるエリゴばねとなっている。
- 床下は動台車を編成端側に、従台車を連結面側に配置し、機関・変速機・ラジエター等一式を車体ほぼ中央部に搭載しており、主機の出力軸は機関に接続された流体継手、変速機、逆転機から自在継手付推進軸を経由して車体内側の動軸の最終減速機に伝達され、さらに自在継手付推進軸を経由して反対側の動軸の最終減速機に伝達されている。出力軸と反対側には室内灯などの電力用の交流発電機、制御回路や蓄電池充電用の直流発電機やブレーキ等用の空気圧縮機を搭載した補機ラックが、間に燃料タンクを挟んだその先に機関冷却水のラジエーターが設置されて、それぞれ主機から駆動されている。
- 本形式は動力性能の確保のため、主機に接続された発電機のほかに、主に厨房の調理機器で使用するための交流発電機をALn448の発電機室に搭載している。発電機用機関はイソッタ・フラスキーニ製で直列4気筒、定格出力47kW/1500rpmのD28/N4Lディーゼル機関を使用している。
- ブレーキ装置として空気ブレーキと手ブレーキを装備する。基礎ブレーキ装置は自動ブレーキ装置により動作する、各台車に2基ずつ設置されたブレーキシリンダによる両抱式のものとなっている。

### Ln60
- 中間車として製造されたLn60は車体の基本形状はALn-442-448と同一であるが、全長が28075mmから一般的な客車と同等の25000mmに変更となっている。車内は両端に乗降デッキとトイレを装備し、客室も同じく2+1列のものが10ボックスの配置で座席定員は60名となっている。また、台車もALn442-448と同等の固定軸距3000mm、車輪径910mmのものとなっている。
- 車体塗装もALn442-448と同様のものであったが、TEEとしての運用に使用されなかったため側面窓上の”TRANS EUROP EXPRESS"のロゴは入れられていない。

### 改造
- 1972年にTEEでの運用が終了した際に、編成両端のTEEのエンブレムがイタリア国鉄のマークに変更され、側面窓上の”TRANS EUROP EXPRESS"も削除されているほか、機番が200番台のものから2000番台のものに変更となっている。
- 同じくTEEでの運用が終了して使用されなくなったALn442の供食設備などを客室に変更する改造が1974-79年に実施されている。改造は連結面側デッキ後方の業務室と配膳室、キッチンを撤去して、両端に仕切壁を設けた長さ5850mmの客室とし、残った連結部を長さ800mmのデッキとしている。客室は他の客室と同じく2+1列配置の1等室で3ボックス18名分の定員増となり、1両の定員が60名となって形式名もALn460に変更されている。
- 3両編成では動力性能が不足していたためALn442-448のTEEの編成では使用されないこととなったLn60は1964-70年に電車の中間車に転用され、形式名もLe602となっている。制御回路はALe540、ALe601、ALe660、ALe840等による電車編成の1等中間車として使用できるように変更され、車体塗装は電車と同じイザベラと呼ばれる赤茶色のものとなり、台車も交換されている。

### 主要諸元/装備一覧
| 形式              | 形式              | ALn442 | ALn448 | ALn460 | Ln60                                   |
| ----------------- | ----------------- | --- | --- | --- | -------------------------------------- |
| 機番 (改番後機番) | 機番 (改番後機番) | 201-209 (2001-2008) | 201-209 (2001-2008) | (2001...2008) | 201-204                                |
| 軌間              | 軌間              | 1435mm | 1435mm | 1435mm | 1435mm                                 |
| 動力方式          | 動力方式          | ディーゼルエンジンによる機械式 | ディーゼルエンジンによる機械式 | ディーゼルエンジンによる機械式 | -                                      |
| 車軸配置          | 車軸配置          | Bo'2'+2'Bo' | Bo'2'+2'Bo' | Bo'2' | 2'2'                                   |
| 全長              | 全長              | 28075mm | 28075mm | 28075mm | 25300mm                                |
| 全幅              | 全幅              | 2950mm | 2950mm | 2950mm | 2950mm                                 |
| 車体幅            | 車体幅            | 2765mm | 2765mm | 2765mm | 2765mm                                 |
| 屋根高            | 屋根高            | 3750mm | 3750mm | 3750mm | 3750mm                                 |
| 固定軸距          | 固定軸距          | 3000mm | 3000mm | 3000mm | 3000mm                                 |
| 動輪径            | 動輪径            | 910mm | 910mm | 910mm | -                                      |
| 従輪径            | 従輪径            | 910mm | 910mm | 910mm | 910mm                                  |
| 空車重量          | 空車重量          | 69.7t（編成） | 69.7t（編成） | t | t                                      |
| 運行時重量        | 運行時重量        | 104.0t（編成） | 104.0t（編成） | t | 34t                                    |
| 粘着重量          | 粘着重量          | 54.0t（編成） | 54.0t（編成） | t | -                                      |
| 定員              | 定員              | 1等42名 | 1等48名 | 1等60名 | 1等60名                                |
| 走行装置          | 主機              | イソッタ・フラスキーニ製水平対向12気筒ディーゼル機関D19/SB19P×各車1基 （排気量35.67l、定格出力360kW/1500rpm、ボア145mm×ストローク180mm、圧縮比15.3） | イソッタ・フラスキーニ製水平対向12気筒ディーゼル機関D19/SB19P×各車1基 （排気量35.67l、定格出力360kW/1500rpm、ボア145mm×ストローク180mm、圧縮比15.3） | イソッタ・フラスキーニ製水平対向12気筒ディーゼル機関D19/SB19P×各車1基 （排気量35.67l、定格出力360kW/1500rpm、ボア145mm×ストローク180mm、圧縮比15.3） | -                                      |
| 走行装置          | 変速装置          | GR70流体継手 + ウィルソン電磁油圧制御遊星歯車式5段変速機 + 逆転機                                                                                    | GR70流体継手 + ウィルソン電磁油圧制御遊星歯車式5段変速機 + 逆転機                                                                                    | GR70流体継手 + ウィルソン電磁油圧制御遊星歯車式5段変速機 + 逆転機                                                                                    | -                                      |
| 走行装置          | 駆動装置          | 2軸駆動式駆動装置 | 2軸駆動式駆動装置 | 2軸駆動式駆動装置 | -                                      |
| 最高速度          | 最高速度          | 140km/h | 140km/h | 140km/h | 140km/h                                |
| ブレーキ装置      | ブレーキ装置      | 空気ブレーキ、発電ブレーキ、手ブレーキ | 空気ブレーキ、発電ブレーキ、手ブレーキ | 空気ブレーキ、発電ブレーキ、手ブレーキ | 空気ブレーキ、発電ブレーキ、手ブレーキ |
| 装備一覧          | 運転室            | ○ | ○ | ○ | ×                                      |
| 装備一覧          | 乗務員事務室      | ○ | × | ○ | ×                                      |
| 装備一覧          | 厨房/配膳室       | ○ | × | × | ×                                      |
| 装備一覧          | 業務室            | ○ | × | × | ×                                      |
| 装備一覧          | 無線電話室        | × | ○ | × | ×                                      |
| 装備一覧          | 荷物室            | × | ○ | × | ×                                      |
| 装備一覧          | トイレ            | 2 | 2 | 2 | 2                                      |
| 装備一覧          | 乗降扉            | 2 | 2 | 2 | 2                                      |
| 装備一覧          | 主機              | 1 | 1 | 1 | ×                                      |
| 装備一覧          | 補助発電機        | × | ○ | × | ×                                      |
| 1.                |                   | | | |                                        |

## 運行・廃車

### TEE
- 1957年7月にはイタリア国鉄に3編成が納入され、ミラノ - コモ間などで試運転と乗務員訓練が実施された。その後10月までに4編成が順次納入され、これに合わせる形で8月からリーグレが、10月にはメディオラヌムが運行を開始しており、さらに翌1958年には2編成が納入され、レマノが運行を開始している。
- 本形式はレマノの運行中に2件の事故を起こしている。1969年10月8日にはALn442.202号車がシンプロントンネル内で火災を起こし、1971年10月30日にはALn448.207号車がロイク駅でスイス国鉄の入れ換え用機関車と衝突事故を起こし、いずれも廃車となっている。なお、その後ALn442.209号車とALn448.209号車が改番されてそれぞれの二代目となり、それまでの9編成体制から8編成体制となっている。

#### リーグレ
- 1957年8月12日より運行を開始したリーグレはフランスのマルセイユからモナコを経由してミラノへ至る553kmを約7時間で運行した列車である。運行当初より1972年9月30日まで本形式で運行されており、夏期の多客期にはミラノ - ニース間で2編成併結での運行（1965年および1969-72年）や臨時列車の運行（1966-68年）がされていた。なお、リーグレは本列車が沿岸を運行するリグリア海に由来する。運行当初の運行区間および停車駅は以下の通り。
  - マルセイユ・サン・シャルル - トゥーロン - サン・ラファエル - カンヌ - アンティーブ - ニース・ヴィル - モナコ - ヴェンティミリア - サンレーモ - インペリア・ポルト・マウリツィオ - サヴォーナ - ジェノヴァ・ピアッツァ・プリンチペ- ミラノ中央
- 本列車は夏季の多客期にはイタリア国内で ALn.990ALe601とLe760などの電車やALn990気動車を増結して運行されることもあった。
- 1969年6月1日には、運行区間がマルセイユからアヴィニョンまで延長されている。これはバルセロナとジュネーヴをアヴィニョン経由で結ぶTEEであるカタラン・タルゴが新設されたためであり、この2列車の接続により、スペインもしくはスイス方面への連絡が図られている。
- 1972年10月1日には本形式による運行から、イタリア国鉄のTEE用客車を用いた電気機関車牽引の客車列車に変更されている。なお、牽引機は、直流3000V電化のミラノ - ヴェンティミリア間はイタリア国鉄のE.444、交流25kV電化のヴェンティミリア - マルセイユ間はフランス国鉄のBB25500形、直流1500V電化のマルセイユ - アヴィニョン間は主にフランス国鉄のCC6500形であった。

#### メディオラヌム
- 1957年10月15日より運行を開始したメディオラヌムは西ドイツのミュンヘンからオーストリアのブレンナー峠を越えてミラノへ至る579kmを約7時間-7時間半前後で運行した列車であり、運行当初より1969年5月31日まで本形式で運行されていた。なお、メディオラヌムはミラノの古代における名前からとられたものである。運行当初の運行区間および停車駅は以下の通り。
  - ミュンヘン中央 - クーフシュタイン - インスブルック中央 - ブレンネロ - ボルツァーノ - トレント - ヴェローナ・ポルタ・ヌオーヴァ - ミラノ中央
- 1960-65年の間、イタリア国内のミラノ中央 - ヴェローナ間では、ETR220電車による国内急行列車のリアルトと併結して運転されていた。
- メディオラヌムは1969年6月1日に本形式から、他のTEEの客車化により余剰となっていた西ドイツ国鉄の601型（旧VT11.5型）で置換えられている。なお、さらにその後の1972年8月20日には電気機関車牽引の客車列車に置換えられている。

#### レマノ
- 1958年6月1日に運行を開始したレマノはスイスのジュネーヴからシンプロントンネルを越えてミラノへ至る370㎞の列車であり、運行開始より1972年5月27日まで本形式で運行されていた。1970-71年冬ダイヤにおける運行区間と停車駅は以下の通り。
  - ジュネーヴ・コルナヴァン - ローザンヌ - シオン - ブリーク - ドモドッソラ - ミラノ中央
- 1972年5月28日には本形式から電気機関車牽引の客車列車に置換えられている。なお、牽引機は、直流3000V電化のミラノ - ドモドッソラ間はイタリア国鉄のE.444、交流15kV電化のドモドッソラ - ジュネーヴ間はスイス国鉄のRe4/4II形（現Re420形）であった。

#### モン・スニ
- 1957年6月2日より運行を開始したモン・スニはフランスのリヨンからフレジュス鉄道トンネルを越えてミラノへ至る498kmを約5時間半で運行した列車であり、1960年5月29日からTEEとしての運行終了直前の1972年9月20日まで本形式で運行されていた。なお、モン・スニの名称はフレジュストンネル開業まで同区間の主要交通路であったモン・スニ峠に由来するものである。本形式による運行時の運行区間と停車駅は以下の通り。
  - リヨン・ペラーシュ - シャンベリ - モンメリアン - サン＝ジャン＝ド＝モーリエンヌ - モダーヌ - バルドネッキア - ウルクス - トリノ・ポルタ・ヌオーヴァ - トリノ・ポルタ・スーザ - ミラノ中央
- モン・スニはフレジュストンネルの前後にTEEの走行区間では最急となる30パーミル以上の勾配区間があったが、モン・スニの経路ではフランス側に第三軌条方式の直流1500V区間が1976年まで、イタリア側に三相交流3600V区間が1961年まで存在しており、本形式などの気動車から電気機関車牽引の客車列車への転換による所要時間の短縮が困難であり、TEEとしての運行は1972年9月30日で終了している。
- その後モン・スニはフランス国鉄のX2770形による運行に変更の上で1972年10月1日から通常の国際列車として存続したが、X2770形への転換に時間がかかり、TEEからの転換後8ヶ月間程度は本形式が使用されることもあった。

### 国内での運用
- 1958-59年にはALn442 - Ln60 - ALn448の3両編成での運行がトリノ - トリエステ間およびトリノ - ミラノ中央間の急行列車で試行されている。この編成はTEEの運行ではないため、編成両端のTEEのエンブレムが同じ形状ながら馬をデザインしたBreda社のマークのものに交換されていた。なお、この運行により、3両編成での運行では動力性能が不足することが明かになったため、その後は3両での運行は行われていない。
- TEEでの運行終了後は、モン・スニの暫定運行用に残された2編成以外はイタリア南部のレッジョ・ディ・カラブリアの配置となってALn773等に代わってレッジョ・ディ・カラブリア - バーリ間の急行列車であるピタゴラスに使用されている。
- その後再び北イタリアで使用されるようになり、1974年にパヴィーアに配置となった後、翌1975年にトレヴィーゾの配置となり、ALn990に代わって、カラルツォ - ベッルーノ - ヴィチェンツァ - ミラノ中央間の急行列車であるフレッチャ・デッレ・ドロミーティに1979年まで使用され、カラルツォ - ヴェネツィア・サンタ・ルチーア間の急行列車であるカドーレに1982年まで使用されていたほか、ローカル列車の運用にも使用されていた。
- 1982年10月24日に全編成が優等列車の運行を外れ、ローカル運用でもALn668とALn663に置換えられて1983年以降廃車が始まり、規制されているアスベストの除去が困難であることから、1999年までに事業用もしくは季節列車用に残されたALn460.2008とALn448.2008の編成と後述のALn448.2007号車以外は全車解体されている。ALn460.2008とALn448.2008の編成も2000年代半ばには使用されなくなってそのまま放置されており、静態もしくは動態保存も計画されたが実現していない。また、ALn448 2007号車はアスベスト対策実施の上でミラノのレオナルドダヴィンチ国立科学技術博物館で静態保存されていたが、2008年に解体されている。
- 電車の中間車として使用されるようになった元Ln60であるLe602はミラノ・グレコに配属されて主にトリノ -ミラノ間で使用されていたが、その後ヴェニスに転属となり、ALe540、ALe601、ALe660、ALe840といった電車の中間車として運用されていたが、これらの電車の新型への置換えに伴い本形式も1999年に廃車となっている。

運行経路等
1957-58冬ダイヤにおけるメディオラヌムの運行経路
1957年夏ダイヤにおけるリーグレの運行経路
1969年夏ダイヤにおけるリーグレの運行経路
1957年夏ダイヤにおけるモン・スニの運行経路
モン・スニの運行経路詳細
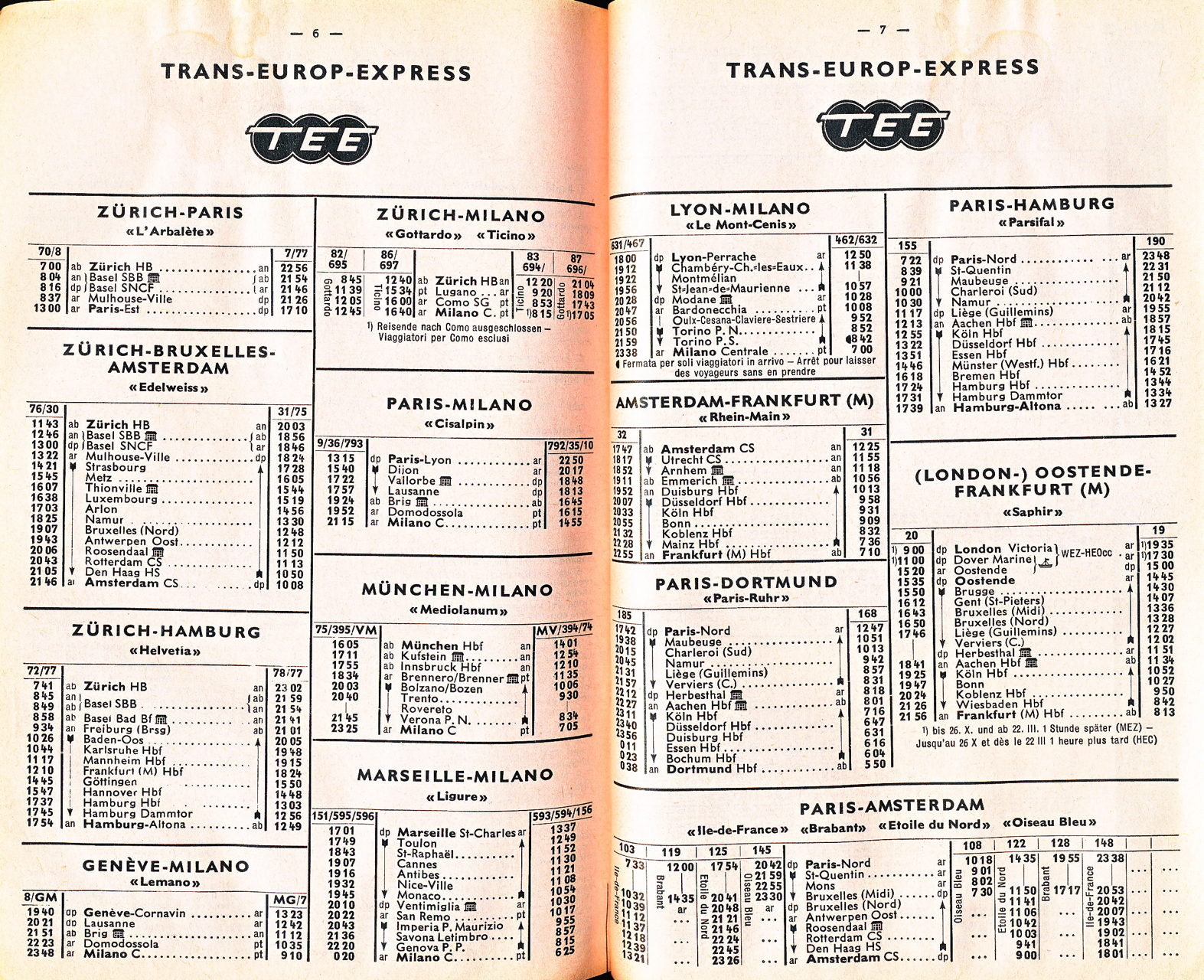
1963-64年のTEE時刻表
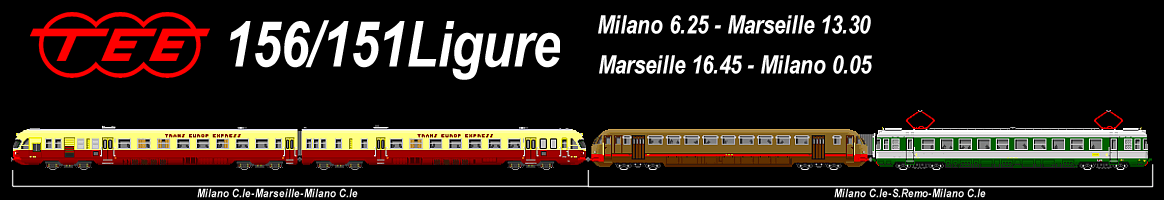
ALn442-448と電車が併結したイタリア国内のリーグレの編成例

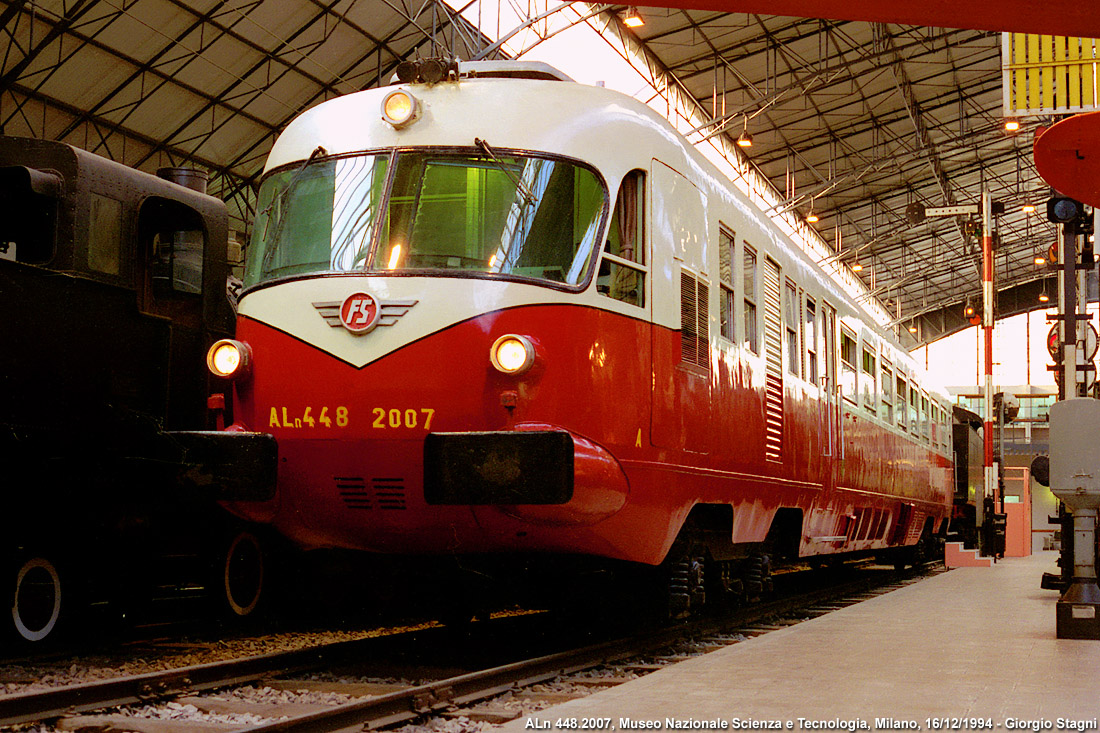
レオナルドダヴィンチ国立科学技術博物館で静態保存されていた当時のALn448.2007号車、1994年